# Canal Sur (Estados Unidos)
Canal SUR (oficialmente Sistema Unido de Retransmisión) es un canal de televisión por suscripción estadounidense en español, con sede central en Miami.

## Historia
Fue creado a mediados de 1992 bajo el nombre Cadena Sur por el empresario peruano Héctor Delgado Parker.
Su programación se basa en retransmitir a través de cable y satélite los noticieros de los principales países de América Latina. Canal SUR muestra información e imágenes de tres noticieros diarios procedentes de 3 países latinoamericanos.
Canal SUR es administrado por SUR, LLC, que engloba a tres canales (Canal SUR, Sur Perú y Estudio5) y que sus transmisiones alcanza además de EE.UU., a Canadá, Japón y Australia.
Canal SUR llega a los hogares hispanos de Estados Unidos a través de los paquetes hispanos de Advanced Cable Communications, Atlantic Broadland, Comcast, Cox, FiOS, Frontier, Midco, Optimum, Spectrum, Suddenlink y U-Verse.
Canal SUR enriquece su programación ofreciendo a la audiencia la posibilidad de interacción a través de las aplicaciones SMS de votaciones, foros de opinión y chats.
Desde junio de 2013 hasta diciembre de 2022, Canal SUR transmitió en vivo el programa argentino Periodismo para todos, que condujo el periodista Jorge Lanata. El mismo que salía al aire en su cadena original El Trece los domingos a las 10:00 p.m..

## Primeros canales integrantes de Canal SUR en 1992
Canal SUR inició operaciones, transmitiendo programas de estas 11 televisoras latinoamericanas. La mayoría de estas, hoy en día tienen sus propias señales internacionales.
- Argentina: Telefe y eltrece
- Bolivia: Red PAT
- Brasil: SBT
- Colombia: Inravisión Cadena Uno y Canal A
- Ecuador: Telesistema (hoy RTS)
- Panamá: TVN
- Perú: Panamericana Televisión
- Puerto Rico: Teleonce (hoy Univision)
- República Dominicana: Telesistema (Telenoticias) y Color Visión (El Show del Mediodía, Sábado de Corporán y Sábado Chiquito de Corporán)
- Uruguay: Monte Carlo Televisión
- Venezuela: Televen